# Windhand
Windhand est un groupe de doom metal américain, originaire de Richmond dans l'état de Virginie formé en 2008. Au fil de sa carrière, le groupe a sorti 4 albums studio, 3 splits, 5 démos et 2 albums live. 
Leur quatrième album Eternal Return est sorti le 5 octobre 2018.

## Biographie
Windhand est formé en 2008 par la chanteuse Dorthia Cottrell (en), les guitaristes Asechiah Bogdan (ex-Alabama Thunderpussy) et Garrett Morris, le bassiste Nathan Hillbish et le batteur Jeff Houcks.
Après la sortie de leur première démo en 2010, Houcks quitte le groupe et est remplacé par le batteur de The Might Could, Ryan Wolfe, ce qui permet au groupe de sortir son premier album éponyme en 2012. Hillbish quitte le groupe à son tour et est remplacé à la basse par Parker Chandler, bassiste du groupe Cough. Ensuite, le groupe quitte Forcefield Records et signe un contrat avec Relapse Records et sort son deuxième album Soma en 2013. L'album atteint la 24e place dans le Billboard et est nommé le meilleur album de metal par le magazine Rolling Stone,.
Le groupe sort ensuite deux splits ; un avec Cough en 2013 et un avec Salem's Pot en 2014, suivi d'un album live. Leur troisième album, Grief's Infernal Flower, produit par Jack Endino (producteur de groupes comme Nirvana, Soundgarden et High on Fire) sort en 2015 et est nommé le meilleur album de 2015 par Consequence of Sound. 
En 2018, le guitariste Asechiah Bogdan quitte le groupe et le 16 février de cette même année, Windhand sort un split avec le groupe Satan's Satyrs qui atteint la 11e place dans le Billboard. Leur quatrième album Eternal Return sort le 5 octobre 2018. Cet album mélange l'aspect doom habituel du groupe et des influences de grunge.

## Discographie

### Albums studio
- 2012 : Windhand (Forcefield Records)
- 2013 : Soma (Relapse Records)
- 2015 : Grief's Infernal Flower (Relapse Records)
- 2018 : Eternal Return (Relapse Records)

### Albums live
- 2014 : Live at Roadburn 2014 (Roadburn Records)
- 2019 : Live Elsewhere (Creep Purple Records)
- 2019 : Live at WFMU 6.8.2013 (auto-produit)

### Démos
- 2010 : Practice Space Demo (auto-produit)
- 2019 : Eternal Return (Demos) (auto-produit)
- 2019 : Grief's Infernal Flower (auto-produit)
- 2019 : Miscellaneous Demos & Alternate Mixes (auto-produit)
- 2019 : Soma (Demos) (auto-produit)

### Splits
- 2013 : Reflection of the Negative (avec Cough, Relapse Records)
- 2014 : Windhand / Salem's Pot (avec Salem's Pot, RidingEasy Records)
- 2018 : Windhand / Satan's Satyrs (avec Satan's Satyrs, Relapse Records)